# フリードリッヒ・カール・フォン・ケーニッヒ＝ヴァルトハウゼン
フリードリッヒ・カール・フォン・ケーニッヒ＝ヴァルトハウゼン（Friedrich Karl von Koenig-Warthausen、1906年4月2日 - 1986年12月15日）はドイツの伯爵で冒険家である。1928年8月から1929年11月までかけて20馬力の軽飛行機で単独世界一周飛行をおこなった。（太平洋と大西洋の横断は汽船を使っている。）

## 経歴
ヴュルテンベルク王国のヴァルトハウゼンに生まれた。単独飛行の経験は17時間あまりの伯爵は1928年8月9日にベルリンを出発し、2年がかりで、ゆったりとしたペースで世界一周飛行を行った。乗機はフェルディナント・ポルシェが設計した20馬力のメルセデス・ベンツ製の2気筒エンジンを積んだKlemm L.20で、最高速度は100kmあまりで、1ガロンの燃料で80kmほどを飛ぶことができた。
ベルリンからモスクワ、バクー、カルカッタ、ビルマ、バンコクを経由して飛行し、バンコクではタイの国王からシャム猫をもらい、その後の飛行に猫をマスコットにした。不安を感じたのは南アジアの無人のジャングルを越える800kmの飛行を行った時だけだったといい、バンコクからシンガポール、香港、上海、神戸を経て東京まで飛び、横浜からサンフランシスコまでは飛行機を汽船に乗せて太平洋を渡った。アメリカ国内ではタルサ、セントルイス、シカゴ、デトロイト、クリーブランド、ピッツバーグ、ワシントン、ニューヨークなどに寄航した。エルパソに寄航した時、空港からホテルに向かうタクシーで交通事故に会い、病院で6週間で治療をうけた。ニューヨークからシェルブールまで再び汽船で渡り、シェルブールからベルリンまで飛行し、1929年11月26日、ベルリンに到着した。
伯爵は1929年にヒンデンブルク・カップを受賞した。なお単独飛行による世界一周は、1931年にウィリー・ポストが8日間で飛行した。）